# 圣伯南代布瓦 (涅夫勒省)
圣伯南代布瓦（法語：Saint-Benin-des-Bois）是法国涅夫勒省的一个市镇，属于讷韦尔区（Nevers）圣索尔格县（Saint-Saulge）。该市镇总面积19.4平方公里，2009年时的人口为196人。

## 人口
圣伯南代布瓦人口变化图示